# 주니어 파커
허먼 "주니어" 파커(영어: Herman "Junior" Parker, 1932년 3월 27일 ~ 1971년 11월 18일)는 미국의 블루스 가수이자 하모니카 연주자였다. 그는 "꿀"과 "벨벳 매끄러움"으로 묘사된 목소리로 가장 잘 기억된다. 한 음악 저널리스트는 "주니어 파커는 수년 동안 업타운 블루스 솔 음악을 위해 하모니카 블루스를 포기했다"고 언급했다. 2001년에는 블루스 명예의 전당에 헌액되었다. 또한 파커는 미시시피 뮤지션 명예의 전당에 헌액되었다.

## 생애 및 경력
파커의 출생에 대한 세부 사항에 대해서는 약간의 이견이 있지만, 현재 가장 신뢰할 수 있는 소식통에 따르면 그는 1932년 3월, 미시시피주 코호마군 보보 인근 이스트오버 농장에서 태어났다고 한다. 그는 1940년대에 어머니와 함께 아칸소주 웨스트멤피스로 이주했다. 1927년 또는 1932년의 다른 출생일이 제시되었으며, 일부 연구에 따르면 그의 출생 시 이름이 허버트 파커(영어: Herbert Parker)로 등록되었다고 한다.
어린 시절 가스펠 그룹에서 노래를 불렀고, 10대 시절부터 다양한 블루스 서킷에서 연주했다. 하모니카 연주자로서 가장 큰 영향을 미친 사람은 소니 보이 윌리엄슨 2세이었으며, 1949년 하울링 울프에서 일하기 전까지 함께 일했다. 1950년경에는 멤피스에서 바비 블랜드와 B.B. 킹을 포함한 빌 스트리트어스로 알려진 연주자 연합과 함께 공연을 시작했다.

## 사망
파커는 1971년 11월 18일, 일리노이주 블루아일랜드에서 뇌종양 수술 중 39세의 나이로 사망했다.

## 음반 목록

### 음반
- Blues Consolidated, 1958 (Duke DLP-72)
- Driving Wheel, 1962 (Duke DLP-76)
- The Best of Junior Parker, 1967 (Duke DLP-83)
- Like It Is, 1967 (Mercury SR 61101) also issued as Baby Please, 1967 (Wing SRW-16401)
- Honey-Drippin' Blues, 1969 (Blue Rock SRB-64004)
- Little Jr. Parker: Blues Man, 1969 (Minit 24024)
- Jimmy McGriff/Junior Parker [AKA Chicken Fried Soul], 1971 (United Artists UAS-5597) also issued as Jimmy McGriff with Junior Parker, 1972 (United Artists UAS-6814) - live recording
- You Don't Have to Be Black to Love the Blues, 1971 (Groove Merchant GM-502) also issued in 1972 as Blue Shadows Falling for the UK market.
- Love Ain't Nothin' but a Business Goin' On, 1971 (Groove Merchant GM-513) reissue of The Outside Man, 1970 (Capitol ST-564)
- The Dudes Doin' Business, 1970 (Capitol ST-569) also issued as Good Things Don't Happen Every Day (with Jimmy McGriff), 1972 (Groove Merchant GM-2205)
- I Tell Stories Sad and True, I Sing the Blues and Play Harmonica Too, It Is Very Funky, 1972 (United Artists UAS-6823)
- Sometimes Tomorrow My Broken Heart Will Die, 1973 (ABC/Bluesway BLS-6066)